# Società del quartetto di Milano
La Società del Quartetto di Milano è fra le associazioni concertistiche italiane quella che vanta la più lunga programmazione ininterrotta.
Nel 1864 Arrigo Boito, Tito I Ricordi e altri «cultori della buona musica» promuovevano la «costituzione di un'Accademia di musica sotto il titolo Società del quartetto, con sede e fondamento a Milano». Da allora ad oggi, salvo un breve intervallo negli anni 1943-44, la Società del quartetto ha realizzato e realizza ogni anno una tra le più prestigiose stagioni di concerti da camera d'Europa, ospitando i massimi protagonisti della musica, dai più grandi interpreti dell'Ottocento e del Novecento, sino ai più celebri concertisti d'oggi: da Hans von Bülow a Richard Strauss, da Toscanini a Claudio Abbado, da Arthur Rubinstein a Rachmaninov sino a Pollini, da Jascha Heifetz a Nathan Milstein, dal Quartetto Joachim al Quartetto Italiano e al Quartetto di Tokyo, da Elisabeth Schwarzkopf a Cecilia Bartoli, da Pablo Casals a Wanda Landowska, da Schönberg a Stravinskij.

## Storia

### 1864 – 1889
Presidenti: Carlo Taverna (1864-65), Gerolamo D’Adda (1866), Giorgio Belgiojoso (1967-68), Carlo Prinetti (dal 1869)
La Società del Quartetto, costituita nel dicembre 1863 da Tito Ricordi, Arrigo Boito, Franco Faccio ed altri appassionati per promuovere e diffondere la buona musica, tiene il primo concerto il 29 giugno 1864: in programma, musiche di Beethoven, Mendelssohn e Mozart.
Il 18 aprile 1878, con la Nona diretta da Franco Faccio, si completa la prima esecuzione in Italia delle Sinfonie di Beethoven.
Dal 1864 al 1889 i Soci Protettori aumentano da 118 a 314 e il bilancio chiude con un avanzo di 300 lire.
Sin dai primi anni il Quartetto ospita i più grandi musicisti: Hans von Bülow (già marito di Cosima Liszt, poi moglie di Richard Wagner), Anton Rubinstein, Giuseppe Martucci e Camille Saint-Saëns (con sei concerti in una stagione a lui dedicata), quali pianisti e direttori, Richard Strauss, Eugen D’Albert, i violinisti Joseph Joachim, amico e consigliere di Brahms ed Eugène Ysaÿe, entrambi anche col loro quartetto e Pablo de Sarasate, che tornano al Quartetto anche lungo il ‘900, e molti altri.

### 1890 – 1914
Presidenti: Carlo Prinetti (al 1911), Arrigo Boito (1912), Erminio Bozzotti (dal 1913)
Si estende la presenza dei massimi concertisti: debuttano nel 1895 Ferruccio Busoni e Fritz Kreisler e nel 1897 il Quartetto Rosè, che ritornano sino agli anni 20 del ‘900, nel 1897 il mitico Ignaz Paderewski.
Il 2 maggio 1900 Hans Richter dirige l’Orchestra Filarmonica di Berlino al suo debutto a Milano, e vi ritorna solo nel 1993, ancora per il Quartetto, diretta da Claudio Abbado.
Arturo Toscanini frequenta assiduamente il Quartetto e tra il 1901 e il 1905 vi dirige quattro concerti.
Nei primi anni del ‘900 al Quartetto v’è l’esordio milanese di altri grandi pianisti: Wilhelm Backhaus, frequente ospite sino al 1953, Alfredo Casella, solista e in formazioni cameristiche, Alfred Cortot, solista, in duo con George Enescu e in trio con Pablo Casals e Jacques Thibaud, anch’essi protagonisti di vari recital solistici, Leopold Godowsky, Wanda Landowska, Raoul Pugno, Moritz Rosenthal e Arthur Schnabel.
22 aprile 1911: prima esecuzione a Milano della Passione secondo Matteo di Bach.

### 1915 – 1939
Presidenti: Erminio Bozzotti (al 1917), Bonifazio Dal Pozzo (1918-27), Ildebrando Pizzetti (1928-36), Senatore Borletti (1936-38), Guido Visconti di Modrone (dal 1939)
Nel 1916 debutta Mieczyslaw Horszowski, ospite del Quartetto ancora a 95 anni, nel 1987.
Si presentano i pianisti Claudio Arrau, Robert Casadesus, Edwin Fischer, Walter Gieseking, Vladimir Horowitz, Wilhelm Kempff, Sergej Rachmaninov, Arthur Rubinstein, Carlo Zecchi, i violinisti Gioconda De Vito, Jascha Heifetz, Bronislaw Huberman, Jehudi Menuhin, Nathan Milstein, Vasa Prihoda, Joseph Szigeti, Zino Francescatti, i violoncellisti Gaspar Cassadò e Enrico Mainardi.
Dirige Hermann Scherchen.
Nel 1921 esordisce il Quartetto Busch, tornerà al Quartetto per 24 stagioni, sino al 1951. Dal 1923 Rudolf Serkin, col suocero Adolf Busch (nel 1927 e ’28 eseguono l’integrale delle Sonate per violino e pianoforte di Beethoven), col Quartetto Busch, e soprattutto in recital, stabilisce col Quartetto un rapporto unico, con 40 concerti, sino al 1987.
Andrés Segovia suona nel 1926 e ritorna sino al 1949.
Nel 1927 il Quartetto Busch esegue l’integrale dei Quartetti di Beethoven, che ripete nel 1931.
7 aprile 1924: Arnold Schönberg dirige, in prima esecuzione a Milano, il Pierrot Lunaire.
20 dicembre 1933: recital di Vladimir Horowitz: il giorno dopo sposa Wanda Toscanini. Arturo Toscanini è al concerto.
19 febbraio 1936: Igor Stravinskij al pianoforte col figlio Sviatoslav Soulima, in un programma di sue musiche.
Il Quartetto si iscrive, quale datore di lavoro, alla Confederazione dell’Industria e sventa il tentativo del Sindacato fascista dei Musicisti di condizionare la scelta dei concertisti.

### 1940-1964
Presidenti: Guido Visconti di Modrone (al 1942), Cesare Bacchini (1942-47), Ascanio Cicogna (1947-51), Senatore Borletti (dal 1952)
1941: esordio del Trio di Trieste, presenza costante nel dopoguerra.
1942: il Quartetto Strub esegue l’integrale dei Quartetti di Beethoven.
Marzo 1943: il Quartetto sospende l’attività per non dare accesso agli ufficiali tedeschi; la riprende il 14 giugno 1945 al Castello Sforzesco.
Distrutta la Sala Verdi del Conservatorio, il Quartetto è senza sede. Ne ospitano i concerti il Teatro alla Scala, l’Università Cattolica, l’Istituto dei Ciechi, i cinematografi Excelsior, Gloria, Metropol e Olimpia.
Esordiscono il Quartetto Italiano, che tornerà spesso sino agli anni ’70, e il Quartetto Amadeus: nel 1967 i due Quartetti si ripartiscono un’altra integrale dei Quartetti di Beethoven.
Dagli anni ’50, dopo aver ospitato nel 1948 il grande tenore Peter Pears con Benjamin Britten al pianoforte, cantano al Quartetto i più grandi liederisti d’ogni tempo: Elisabeth Schwarzkopf, Irmgard Seefried, Maria Teresa Berganza, Suzanne Danco, Kathleen Ferrier, Dietrich Fischer-Dieskau, Gérard Souzay.
Si presentano al Quartetto molti fra i massimi concertisti del ‘900: i pianisiti Martha Argerich, Vladimir Ashkenazy, Emil Gilels, Friederich Gulda, Clara Haskil, Dinu Lipatti, Nikita Magaloff, Maurizio Pollini (l’anno prima di vincere il Concorso Chopin di Varsavia), Sviatoslav Richter, Alexis Weissenberg, i violinisti Arthur Grumiaux, Leonid Kogan, David Oistrakh, Isaac Stern e Henryk Szeryng, i violoncellisti Antonio Janigro, e Mstislav Rostropovič, che tiene il suo primo concerto nel 1964; tornerà spesso sino al 1999.
L’11 giugno 1958 il Quartetto inaugura la ricostruita Sala Verdi con un concerto di Rudolf Serkin, che vi chiude la carriera il 20 febbraio 1987 con l’esecuzione delle ultime tre Sonate di Beethoven.
Nelle stagioni 1959/60 e 1960/61 Nathan Milstein esegue l’integrale delle Partite e Sonate di Bach per violino solo.
Nel 1964 il Quartetto festeggia i cent’anni con una pubblicazione che contiene un magistrale saggio di Giulio Confalonieri dedicato al Quartetto e i programmi dei concerti dal 1864.

### 1965–1989
Presidenti: Senatore Borletti (al 1972), Alfredo Amman (1973-82), Bernardo Ansbacher (1982-87), Gianguido Scalfi (dal 1987)
Esordiscono a Milano Geza Anda, Daniel Barenboim (solista e con la moglie, la violoncellista Jacqueline Du Pré), Alfred Brendel, Radu Lupu, Murray Perahia, Krystian Zimerman, Itzhac Perlman, il Quartetto di Tokyo e il Quartetto Alban Berg, che al Quartetto ha chiuso la sua gloriosa carriera nel 2008.
Due integrali di Beethoven: nel 1970 Zino Francescatti e Robert Casadesus eseguono le Sonate per violino e pianoforte e
nel 1997 i Quartetti Amadeus, Guarneri e di Cleveland i Quartetti.
Maurizio Pollini, uno dei pianisti più amati dal Quartetto, il 19 dicembre 1972 si presenta sul palcoscenico, estrae dalla tasca un foglio ed inizia a leggere un comunicato (pubblicato su La Musica borghese, pag. 159) contro la sospensione unilaterale da parte del governo degli Stati Uniti delle trattative per la pace nel Vietnam e la ripresa dei bombardamenti contro la popolazione del Nord. Si scatena una furibonda gazzarra in sala,a fazioni contrapposte, che impedisce sia tenuto il concerto.
Il Consiglio Direttivo diffonde un comunicato stigmatizzando che il Maestro Pollini non aveva avvertito della sua volontà di leggere il comunicato ed affermando che nella sede dei concerti possono avere luogo solo espressioni musicali.
L’episodio ebbe ampia ripercussione in tutta Italia; alcuni musicisti decidono di non suonare più al Quartetto.
La ferita fu risanata con i concerti che Pollini tenne per il Quartetto alla Scala nel 1986 e nel 2000 e finalmente in Conservatorio nel 2004.
Da una vicenda negativa può nascere un movimento di riforma. Nei primi anni ’80 scompare la dirigenza storica del Quartetto e prende impulso la volontà di riaprirlo a tutta la città.
Il seme viene gettato nel maggio 1985 con due esecuzioni della Passione secondo Matteo
eseguita dai complessi del Concertgebouw Amsterdam diretti da Nikolaus Harnoncourt. i Soci del Quartetto si mescolano col pubblico milanese. Lungo via Conservatorio si snoda un serpente di pubblico che ricorda l’Adalgisa di Gadda.
Nel 1988 il Quartetto riprende l’antica tradizione, abbandonata sul finire dell’800, di sostenere la musica contemporanea con concorsi e commissioni. La prima commissione, un quartetto, è affidata a Wolfgang Rihm, e viene eseguita nella stagione successiva dal Quartetto Arditti.
Il Quartetto riapre le porte ai grandi concerti sinfonici: nel 1988 Giuseppe Sinopoli dirige la Philharmonia Orchestra e, l’anno dopo, Claudio Abbado torna a Milano, dirigendo per il Quartetto la Mahler Jugend Orchester.
Il concerto di Abbado fa emergere il contrasto fra chi vuole diffonderlo all’esterno, rendendolo fruibile a tutta la città, e chi vuole riservarlo ai soli Soci.
Il Consiglio si spacca, vincono i “conservatori”, ma è una vittoria di Pirro: nel 1990 viene costituita una nuova associazione I Concerti del Quartetto, con concerti aperti a tutta la città.
1989/90: i Quartetti Guarneri, di Tokyo, Sine Nomine e al Giovane Quartetto Italiano si alternano nella sesta integrale dei Quartetti di Beethoven.

### 1990-2014
Presidenti: Gianguido Scalfi (al 1990), Gianandrea Gavazzeni (1990-96), Guido Rossi (1996-2005), Francesco Cesarini (2005-06), Antonio Magnocavallo (dal 2006)
L’esordio de I Concerti del Quartetto è al Teatro alla Scala, il 22 ottobre 1990, con Ein Deutsches Requiem, diretto da Sir John Eliot Gardiner col Monteverdi Choir and Orchestra. Il concerto è sostenuto dal colosso inglese ICI – Imperial Chemical Industries, col quale il Quartetto imbocca il nuovo percorso degli sponsor. Tutti di alta qualità, interessati alla cultura, senza pretese di aver nulla in cambio.
Il loro contributo ai costi del Quartetto è giunto, nel 2012, addirittura al 34%!
Riprende la collaborazione con la Scala con i concerti sinfonici diretti da molti dei massimi direttori fra i quali Claudio Abbado (col ritorno a Milano dei Berliner Philharmoniker dopo il concerto del 1900), Pierre Boulez (che dirige la prima esecuzione a Milano di Von Heute auf Morgen di Schönberg), Riccardo Chailly, Valery Gergiev con il festival “Notti bianche a Milano”, ideato dal Quartetto, Lorin Maazel, Mstislav Rostropovič, Giuseppe Sinopoli, Sir Georg Solti.
La Scala ospita anche la settima integrale dei Quartetti di Beethoven eseguiti nel 1993 dal Quartetto di Tokyo, la prima esecuzione del quartetto Animi motus commissionato da I Concerti del Quartetto ad Azio Corghi, la serie “Grandi Pianisti alla Scala” (Alfred Brendel, Radu Lupu, Murray Perahia, Maurizio Pollini, Sir András Schiff, Krystian Zimerman).
Numerosi anche i concerti in altre sedi, fra i quali spiccano quelli di Yo-Yo Ma e di Sviatoslav Richter.
Pietre miliari del periodo sono anche le collaborazioni col Comune di Milano per l’esecuzione di capolavori sacri quali l’Elias diretto da Gavazzeni, il Vespro della Beata Vergine diretto da Gardiner, La Creazione diretta da Brüggen, Le sette ultime parole del Redentore sulla Croce, eseguite dal Quartetto Kuijken con la partecipazione di Omero Antonutti e il commento di Mons. Gianfranco Ravasi.
Nel 1994 viene avviato il progetto decennale di esecuzione integrale delle oltre 250 Cantate sacre e profane di J.S. Bach. Il progetto, nuovo per l’Europa e tuttora unico in Italia, si articola in 92 concerti, con la partecipazione di 40 direttori, 37 orchestre, 32 cori e 183 solisti. Maria Majno ne cura la complessa programmazione.
Il progetto è sostenuto dal Comune di Milano, dalla Fondazione Cariplo, dall’Unione Europea e da un gruppo di aziende e sostenitori.
Nel 1997 il progetto merita il Premio Abbiati.
Nell’autunno del 1998 il Comune di Milano incarica I Concerti del Quartetto di realizzare Musica e poesia a San Maurizio, la rassegna di musica antica creata da Sandro Boccardi.  Nel 2010 il Comune ne decide la chiusura.
Nel 2003 si completa la riapertura del Quartetto, che apre al pubblico anche i concerti della stagione ordinaria e I Concerti del Quartetto vengono incorporati nella Società del Quartetto.
Da allora, il motto del Quartetto diviene: “il Quartetto: un privilegio per tutti”.
Il Quartetto sostiene la pubblicazione del saggio scritto da Quirino Principe sui Quartetti di Beethoven per l’integrale del Quartetto di Tokyo del 1993 (aggiornato e ripubblicato nel 2014 per l’integrale del Quartetto di Cremona) e delle edizioni italiane dell’opera dedicata da Ton Koopman e Christoph Wolff al “Mondo delle Cantate” di Bach e, nel 2013, del saggio di András Schiff sulle Sonate di Beethoven, in occasione della integrale da lui eseguita al Quartetto, pubblicato da Il Saggiatore.
Nel 2014, per i 150 anni del Quartetto, Oreste Bossini cura il saggio “La musica borghese. Milano e la Società del Quartetto” pubblicato dalle Edizioni Archinto, e il Quartetto sostiene il saggio dedicato da Raffaele Mellace alle Cantate bachiane e quello di Sandro Cappelletto dedicato ai Quartetti di Mozart in concomitanza con l’integrale affidata al Quartetto di Cremona, pubblicato da Il Saggiatore.
Dal 2007 il Direttore artistico è Paolo Arcà.
Spiccano i ritorni di fedeli Amici, gli esordi di giovani ormai affermati, l’esecuzione di capolavori sacri e l’ottava e la nona integrale dei Quartetti di Beethoven: affidate nel 2006 a sette Quartetti della Musik-Akademie di Basilea e, nel 2013, al Quartetto di Cremona.
Nel 2012 Leonidas Kavakos ed Enrico Pace eseguono l’integrale delle Sonate per violino e pianoforte di Beethoven e nel 2013 András Schiff quella delle Sonate per pianoforte.
Nel 2014 il Quartetto riceve l’Ambrogino d’Oro, la massima onorificenza cittadina, con la seguente motivazione: “Fondata da Arrigo Boito e Tito Ricordi «con l’obiettivo di incoraggiare e diffondere la buona musica», la Società del Quartetto ha accompagnato da protagonista la scena musicale di Milano per un secolo e mezzo. La Società ha svolto esemplarmente questa missione, organizzando stagioni concertistiche di grande rilievo e collaborando con le istituzioni musicali cittadine a partire dal Teatro alla Scala. Il rapporto sempre più stretto con il Comune e l’apertura delle iniziative a tutta la comunità cittadina hanno rafforzato la vocazione pubblica del Quartetto, facendone oggi un’istituzione amata da tutti i milanesi e una componente vitale del patrimonio culturale della città.”

### 2015-2016
Presidente: Antonio Magnocavallo
Il Quartetto continua a presentare grandi interpreti quali Murray Perahia, Viktoria Mullova con Marielle Labéque, i The King’s Singers, un raro panorama di stelle della tastiera (Mikhail Pletnev, Maria João Pires, Murray Perahia, Krystian Zimerman, Sir András Schiff, Angela Hewitt), alcuni giovani dei quali sentiremo parlare presto come stelle del palcoscenico, Rafal Blechacz e Jan Lisiecki, il nostro Gabriele Carcano, alcuni Quartetti da anni alla grande ribalta (Belcea e Jerusalem).
Proseguono le integrali: quella dei Quartetti di Mozart nell’interpretazione del Quartetto di Cremona, con la pubblicazione da parte de Il Saggiatore del saggio dedicato da Sandro Cappelletto ai Quartetti di Mozart e quelle beethoveniane, con l’esecuzione delle opere di Beethoven per violoncello e pianoforte affidata a Mario Brunello e Andrea Lucchesini.
Il progetto triennale “Dalle nostre radici, inventiamo il futuro” nel 2015 merita il contributo dalla Fondazione Cariplo. Nascono iniziative per l’attualizzazione delle modalità di marketing, un sito internet adeguato ai tempi, nuove serie di concerti (sei concerti nei Musei e Case Museo di Milano, e i “Concerti per Maria Vergine”, quattro concerti nel mese mariano ospitati nella chiesa di Sant’Antonio Abate) per attrarre nuovo pubblico alla musica e portarne ad altri settori d’arte e di cultura.
Col contributo della Fondazione Cariplo la stagione si arricchisce di concerti straordinari quali, nella stagione 2015/6, il concerto “Spirito d’Armenia”, con Jordi Savall con i suoi complessi e musicisti armeni, inserito in un “Trittico armeno”, composto anche da un documentario di Valeria Parisi sul Genocidio armeno e da una mostra di fotografie di Graziella Vigo, e le Sette ultime Parole del Redentore sulla Croce nella versione per orchestra e coro diretta da Philippe Herreweghe.